# Lepidolopha
Lepidolopha, rod glavočika smješten u tribus Anthemideae. Postoji nekoliko vrsta iz Azije,

## Vrste
1. Lepidolopha fedtschenkoana Knorring
2. Lepidolopha gomolitzkii Kovalevsk. & Safral.
3. Lepidolopha karatavica Pavlov
4. Lepidolopha komarowii C.Winkl.
5. Lepidolopha krascheninnikovii Czil. ex Kovalevsk. & Safral.
6. Lepidolopha mogoltavica (Krasch.) Krasch.
7. Lepidolopha nuratavica Krasch.
8. Lepidolopha talassica Kovalevsk. & Safral.